# Гросрёрсдорф
Гросрёрсдорф (нем. Großröhrsdorf) — город в Германии, в земле Саксония. Подчинён административному округу Дрезден. Входит в состав района Баутцен. Подчиняется управлению Гросрёрсдорф.  Население составляет 9713 человек (на 31 декабря 2021 года). Занимает площадь 41 км². Официальный код  —  14 2 92 180.
Город подразделяется на 3 городских района.

## История
Ленточноткацкая фабрика в Гросрёрсдорфе имеет более чем 320-летнюю традицию. С момента своего появления (1680 г.) изготовление лент стало основным занятием большинства семей в Гросрёрсдорфе и его окрестностях. В середине XIX века Гросрёрсдорф с 32 ленточными фабриками и более чем с 1000 лентоткацких станков был одним из крупнейших центров ткачества в Германии. В 1874 году в Гросрёрсдорфе насчитывалось 79 фабрик по производству лент, поясов и пряжи. После 1945 года количество малых и средних предприятий сократилось до 68. В период с 1972 по 1978 год лентоткацких предприятие были объединены в VEB Bandtex — крупное предприятие (комбинат) с численностью сотрудников до 5000 человек. После объединения Германии ленточное производство практически полностью остановилось. 

## Образование
Помимо начальных и средних школ в Гросрёрсдорфе есть гимназия, в которой в настоящее время обучается более 700 учеников.

## Экономика
В настоящее время традиционное производство лент в Гроссрёрсдорфе продолжают четыре реприватизированных предприятия.